# КрАЗ-6511
КрАЗ-6511 (англ. KrAZ 6511) - семейство бескапотных крупнотоннажных грузовых автомобилей-шасси грузоподъёмностью 19-23 тонны производства АвтоКрАЗ, созданное на основе модели КрАЗ H23.2R.

## Описание
КрАЗ-6511 оснащён кабиной Hubei Qixing модели PW21 (лицензионной кабиной MAN F2000 китайского производства) со спальным местом, двигателем Weichai WP12.400E40 мощностью 400 л.с. (1920 Нм) и 12-ст. механической коробкой передач 12JS180TA.
Колёсная формула 6Х4 или 6х6.
На шасси КрАЗ-6511 можно устанавливать различные надстройки.
Шасси оборудовано антиблокировочной системой тормозов.

## Модификации
- КрАЗ-6511Н4 - базовый автомобиль-шасси грузоподъёмностью 23,4 тонны с колёсной формулой 6х4[4], предназначен для монтирования различных надстроек.
- КрАЗ-6511Н6 - автомобиль-шасси грузоподъёмностью 21,5 тонн с колёсной формулой 6х6[5], предназначен для монтирования различных надстроек.
- КрАЗ-6511С4 - самосвал с колёсной формулой 6х4 грузоподъёмностью 20 тонн.
- КрАЗ-6511С6 - самосвал с колёсной формулой 6х6 грузоподъёмностью 19 тонн.
- КрАЗ-6511С4 «Караван» - автопоезд-зерновоз[6] ёмкостью 75 м³, предназначенный для перевозки и механизированной разгрузки сыпучих и навалочных мелкофракционных грузов удельной массой от 0,4 до 0,85 т/м³[1].
- КрАЗ-6511Н2 - шасси колесной формулы 6×2 грузоподъемностью 18 тонн, с наличием задней третьей подъемной оси SAF Holland[7]